# Норвегия на летних Олимпийских играх 2004
Норвегия принимала участие в Летних Олимпийских играх 2004 года в Афинах (Греция) в двадцать второй раз за свою историю, и завоевала пять золотых и одну бронзовую медали. Сборную страны представляли 17 женщин и 35 мужчин.

## Медалисты
| Медаль | Спортсмен                                | Вид спорта                  | Дисциплина                         |
| ------ | ---------------------------------------- | --------------------------- | ---------------------------------- |
| Золото | Андреас Торкильдсен                      | Лёгкая атлетика             | Мужчины, метание копья             |
| Золото | Эйрик Верос Ларсен                       | Гребля на байдарках и каноэ | Мужчины, байдарка-одиночка, 1000 м |
| Золото | Гунн-Рита Дале Флешо                     | Велоспорт                   | Женщины, маунтинбайк               |
| Золото | Олаф Туфте                               | Академическая гребля        | Мужчины, одиночки                  |
| Золото | Сирен Суннбю                             | Парусный спорт              | Женщины, класс «Европа»            |
| Бронза | Эйрик Верос Ларсен Нильс Олав Фьельдхейм | Гребля на байдарках и каноэ | Мужчины, байдарка-двойка, 1000 м   |

## Результаты соревнований

### Академическая гребля
В следующий раунд из каждого заезда проходили несколько лучших экипажей (в зависимости от дисциплины). В финал A выходили 6 сильнейших экипажей, остальные разыгрывали места в утешительных финалах B-E.
Мужчины
| Соревнование  | Спортсмены                            | Предварительный заезд | Предварительный заезд | Предварительный заезд | Отборочный заезд | Отборочный заезд | Отборочный заезд | Полуфинал       | Полуфинал       | Полуфинал       | Финал   | Финал   | Итоговое место |
| Соревнование  | Спортсмены                            | Заезд                 | Время                 | Место                 | Заезд            | Время            | Место            | Заезд           | Время           | Место           | Время   | Место   | Итоговое место |
| ------------- | ------------------------------------- | --------------------- | --------------------- | --------------------- | ---------------- | ---------------- | ---------------- | --------------- | --------------- | --------------- | ------- | ------- | -------------- |
| одиночки      | Олаф Туфте                            | 4                     | 7:12,53               | 1 Q                   | не участвовал    | не участвовал    | не участвовал    | Полуфинал A/B/C | Полуфинал A/B/C | Полуфинал A/B/C | Финал A | Финал A | 1              |
| одиночки      | Олаф Туфте                            | 4                     | 7:12,53               | 1 Q                   | не участвовал    | не участвовал    | не участвовал    | 2               | 6:50,55         | 1 Q             | 6:49,30 | 1       | 1              |
| двойки парные | Нильс-Торольв Симонсен Мортен Адамсен | 3                     | 6:49,90               | 2 Q                   | не участвовали   | не участвовали   | не участвовали   | 1               | 6:14,69         | 3 QA            | Финал A | Финал A | 7              |
| двойки парные | Нильс-Торольв Симонсен Мортен Адамсен | 3                     | 6:49,90               | 2 Q                   | не участвовали   | не участвовали   | не участвовали   | 1               | 6:14,69         | 3 QA            | 6:37,25 | 7       | 7              |